# Rundskuefilmen 1927
Rundskuefilmen 1927 er en dansk film fra 1927 produceret af Nordisk Films Kompagni med optagelser fra Tivoli på Rundskuedagen.

## Handling
Skilt: "Rimkonkurreneen "slår tusinder ring". Optagelser fra Tivoli i København. Uskarpe billeder af Plænen. Rundskuedagens Tombola ved Nimb. Plænen, Nimb og Arena. Rimkonkurrencer forskellige steder i haven.